# Province d'Omasuyos
Omasuyos est une province dans le département de La Paz, en Bolivie.